# ساریک میناسیان
ساریک میناسیان (ارمنی: Սարիկ Մինասյան؛ زادهٔ ۱۶ اوت ۱۹۸۰ در گیومری) سیاست‌مدار اهل ارمنستان است؛ که از تاریخ ۱۴ ژانویه ۲۰۱۹ نماینده دوره هفتم مجلس ملی جمهوری ارمنستان از حوزه انتخابیه استان شیراک می‌باشد. وی فارغ‌التحصیل دانشگاه روسی-ارمنی می‌باشد. میناسیان عضو حزب ارمنستان روشن می‌باشد